# Чистернино
Чистернѝно (на италиански: Cisternino, на местен диалект Cistranìne, Чистранине) е град и община в Южна Италия, провинция Бриндизи, регион Пулия. Разположен е на 394 m надморска височина. Населението на общината е 11 884 души (към 2010 г.).